# Catolicismo e política nos Estados Unidos
O catolicismo corresponde, atualmente, a uma parte significativa da vida política dos Estados Unidos da América, ao contrário do que ocorria quando a nação foi fundada por protestantes.
A Igreja Católica é a maior denominação cristã dos Estados Unidos, com mais de 68 milhões de membros, e a segunda maior religião dos Estados Unidos se considerar todas as denominações do Protestantismo em conjunto. Para 85% dos católicos, sua fé tem alguma ou grande importância. Nas eleições nacionais mais recentes, os católicos representaram de 25% a 27% dos votos. Entretanto, ao contrário de outros países com grande número de católicos, os Estados Unidos não possui nenhum partido Cristão Democrata grande. Nunca houve, de fato, na política do país, um partido político de orientação cristã similar aos da Europa e da América Latina.
Da metade do Século XIX até 1964, os católicos estavam solificadamente ligados ao Partido Democarata. O nível de apoio dos católicos aos democratas chegava a 80% no período. Os católicos eram parte importante da Coalizão do New Deal, lutando por posições liberais na política interna e contra o comunismo na política externa. Desde a eleição de 1968, o voto dos católicos dividiu-se. Em 2004, por exemplo, o republicano conservador George W. Bush ganhou mais votos de católicos do que o democrata liberal John Kerry, apesar deste último ser católico.
Isto se explica graças ao declínio dos sindicatos e da mobilidade dos católicos à classe média, o que os afastou do liberalismo, aproximando-os do conservadorismo (principalmente econômico). Desde o fim da Guerra Fria, a grande luta dos católicos contra o comunismo perdeu sentido. Em relação às políticas sociais, a Igreja Católica orienta seus fiéis a votarem contra políticos pró-escolha e a favor do casamento entre pessoas do mesmo sexo. Entretanto, não é raro a maioria laica ir contra as determinações do Papa em relação ao controle de natalidade. Nas últimas eleições presidenciais, por exemplo, 54% dos católicos votaram em Barack Obama, apesar da orientação de alguns bispos para que os fiéis não votassem nele por este ter defendido o direito ao aborto enquanto Senador.
Não são raras, entretanto, as coalizões formadas entre católicos conservadores e evangélicos para se oporem às propostas de legalização do aborto e do casamento entre pessoas do mesmo sexo. Tais coalizões não são um fenômeno exclusivo da política estadunidense, estando presentes nas casas legislativas de vários países do Ocidente.

## O catolicismo nas esferas de poder

### Executivo

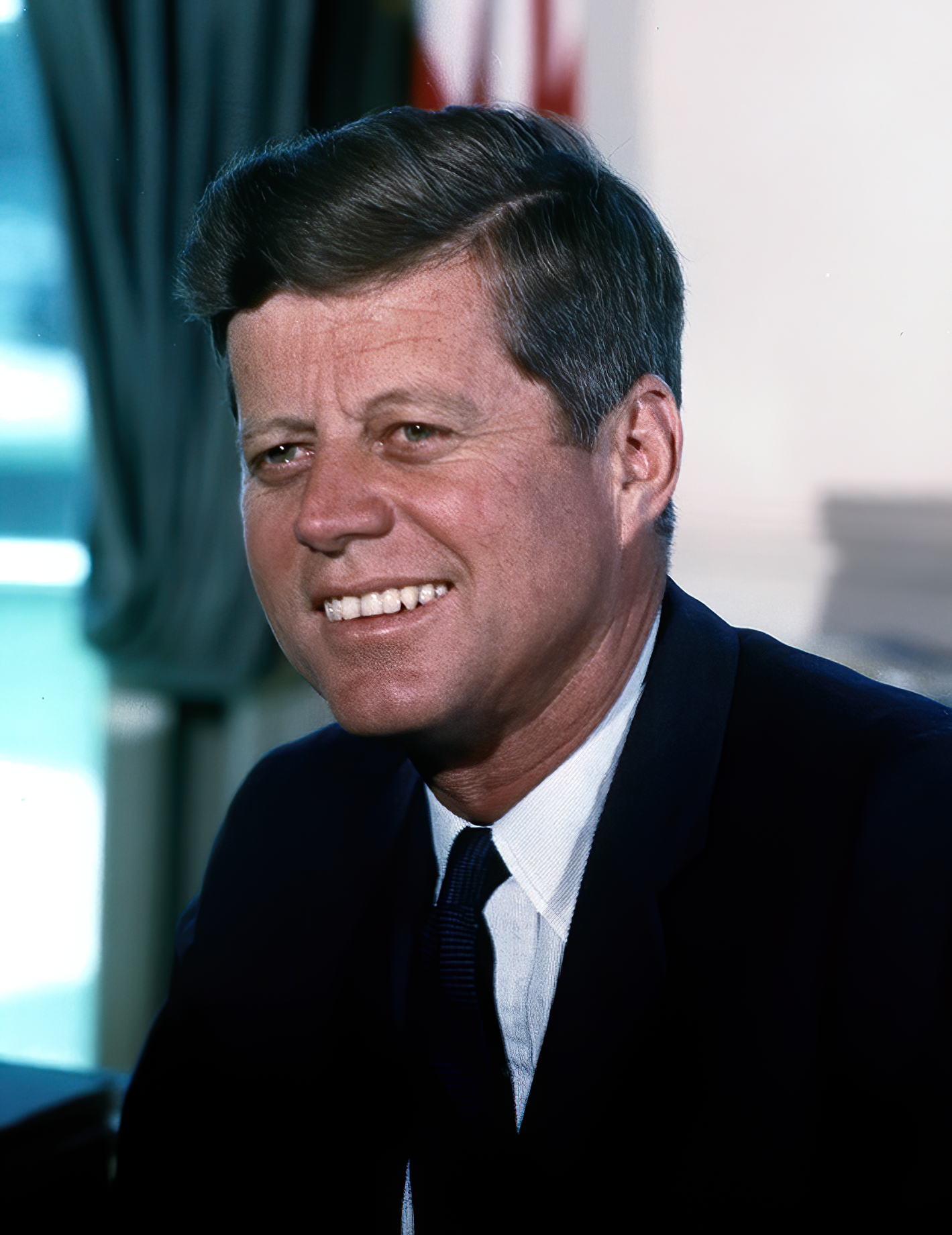
John F. Kennedy, o primeiro presidente católico dos EUA.

Em 1928, o democrata Alfred Emanuel Smith, ex-governador do estado de Nova Iorque, tornou-se o primeiro católico a concorrer à presidência por um dos dois maiores partidos dos Estados Unidos. Sua religião acabou se tornando um assunto de relevância pública durante a campanha. Foi disseminado pelos republicanos, entre os protestantes, o temor de que, se eleito, Smith iria obedecer às ordens diretas do Vaticano, colocando em risco a soberania nacional dos Estados Unidos.
Mais de trinta anos depois, em 1960, o então senador democrata de Massachusetts John F. Kennedy tornou-se o primeiro dos dois únicos católicos a presidir a nação até hoje - sendo o segundo Joe Biden, eleito 59 anos depois.  Assim como durante a campanha de Smith, também foi disseminada por seus adversários políticos a visão preconceituosa de que ele iria acatar as ordens do Papa. Falando em uma convenção de pastores batistas, Kennedy decidiu esclarecer a questão:
| “ | "Não sou o candidato católico a presidente. Sou o candidato do Partido Democrata a presidente que também é um católico. Eu não falo em nome de minha Igreja em assuntos públicos — e a Igreja não fala por mim." | ” |

Kennedy prometeu respeitar a separação entre Igreja e Estado, e não deixar que os líderes católicos interferissem em suas decisões políticas. Numa declaração polêmica, ele também levantou a questão de que se um quarto dos estadunidenses devem ser relegados à categoria de "cidadãos de segunda classe" simplesmente porque eram católicos.
Mesmo assim, acredita-se que Kennedy não conseguiu obter a maioria dos votos em estados com maioria protestante por causa de sua orientação religiosa. Seu discurso não havia agradado a todos: os protestantes ainda duvidavam de sua capacidade de conseguir separar suas crenças pessoais de suas decisões políticas, enquanto muitos católicos ficaram decepcionados com sua defesa de uma separação "absoluta" entre Estado e Igreja. De qualquer forma, o discurso é considerado um marco importante na história do catolicismo (e anti-catolicismo) nos Estados Unidos.
Kennedy venceu o republicano Richard Nixon no voto popular por apenas 0,1% dos votos, naquela que foi a disputa presidencial mais apertada do Século XX no país. No colégio eleitoral, a vitória de Kennedy foi mais ampla, conquistando 303 votos contra 219 de Nixon (269 eram necessários para vencer). Havia, na época, um "consenso" entre os comentaristas políticos de que Kennedy conseguiu mais votos do que perdeu devido a seu catolicismo, uma vez que os católicos fizeram forte campanha a seu favor como forma de afirmação da religião e do direito de terem seu próprio presidente.
Após Kennedy foram lançadas as candidaturas de outros três católicos pelo Partido Democrata: Michael Dukakis (1988), John Kerry (2004) e Joe Biden (2020). Um dos grandes fatores que interferiram na perda de Dukakis para George H. W. Bush foi sua oposição à pena de morte, o que coincide com a visão oficial do Vaticano sobre o tema. Em 2008, Biden foi eleito o primeiro vice-presidente católico dos Estados Unidos,sendo que em 2020 se torna o segundo presidente católico a ser eleito depois 50 anos após a eleição de John Kennedy que foi o primeiro.
Desde 1948, a maioria dos católicos votaram nos seguintes candidatos presidenciais:
| Ano                                                                         | Candidato            | Partido     | %  |
| --------------------------------------------------------------------------- | -------------------- | ----------- | -- |
| 1948                                                                        | Harry Truman         | Democrata   | 65 |
| 1952                                                                        | Adlai Stevenson      | Democrata   | 51 |
| 1956                                                                        | Dwight D. Eisenhower | Republicano | 55 |
| 1960                                                                        | John F. Kennedy      | Democrata   | 82 |
| 1964                                                                        | Lyndon B. Johnson    | Democrata   | 78 |
| 1968                                                                        | Hubert Humphrey      | Democrata   | 55 |
| 1972                                                                        | Richard Nixon        | Republicano | 63 |
| 1976                                                                        | Jimmy Carter         | Democrata   | 56 |
| 1980                                                                        | Ronald Reagan        | Republicano | 51 |
| 1984                                                                        | Ronald Reagan        | Republicano | 56 |
| 1988                                                                        | Michael Dukakis      | Democrata   | 52 |
| 1992                                                                        | Bill Clinton1        | Democrata   | 48 |
| 1996                                                                        | Bill Clinton         | Democrata   | 55 |
| 2000                                                                        | Al Gore              | Democrata   | 50 |
| 2004                                                                        | George W. Bush       | Republicano | 52 |
| 2008                                                                        | Barack Obama         | Democrata   | 54 |
| 1 Em 1992, 22% dos católicos votaram em Ross Perot, candidato independente. |                      |             |    |

### Legislativo
Os católicos detêm, hoje, 28,8% dos assentos no Congresso dos Estados Unidos, formando uma das maiores bancadas informais do Legislativo. Atualmente, há 25 senadores católicos (16 democratas e 9 republicanos) e 134 (de 435) deputados católicos, incluindo o presidente da Câmara, o republicano Paul Ryan, do Wisconsin. A sua antecessora, a democrata, Nancy Pelosi, da Califórnia, também é católica.

### Judiciário

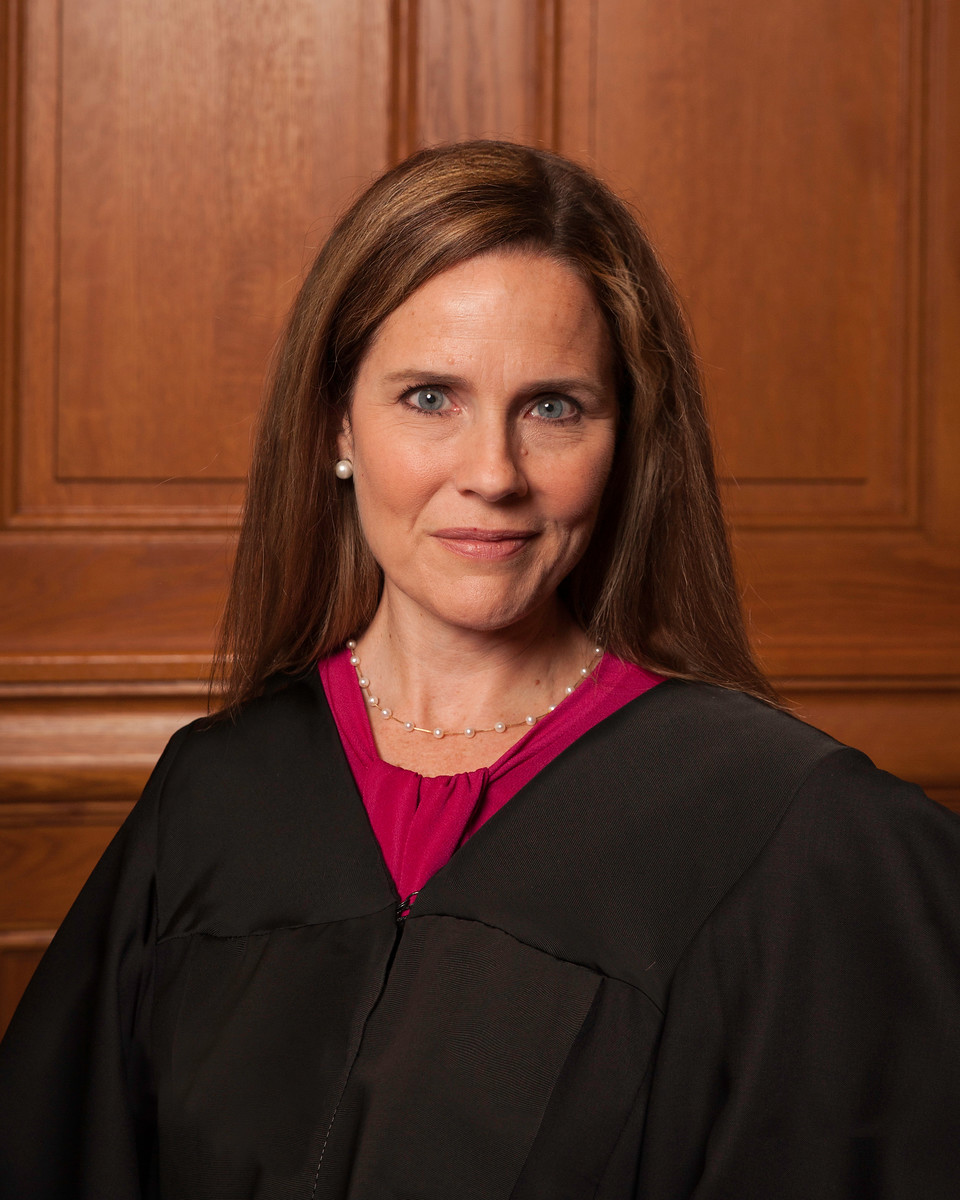
Amy Barrett, mais nova católica a compor a Suprema Corte.

Atualmente, a Suprema Corte dos Estados Unidos é composta por uma maioria católica. No início da década de 1980, havia apenas um juiz católico. Ronald Reagan nomeou Antonin Scalia e Anthony Kennedy, ambos católicos, para a corte. George H. W. Bush nomeou Clarence Thomas (episcopal convertido ao catolicismo) e David Souter, espiscopal. Bill Clinton nomeou dois judeus: Ruth Bader Ginsburg e Stephen Breyer. George W. Bush nomeou John Roberts e Samuel Alito, ambos católicos. Barack Obama nomeou Sonia Sotomayor que, além de católica, também é a primeira juíza hispânica, em 2017, o Presidente Donald Trump nomeou o epsicopal Neil Gorsuch (ex-católico convertido ao anglicanismo) para Juiz da Suprema Corte, sendo desde os anos 90, o primeiro protestante a ser nomeado para a Suprema Corte.
Os juízes católicos da Suprema Corte, com exceção de Sotomayor, cuja atuação ainda é muito limitada, ofereceram votos importantes para a restrição ao aborto, que foi legalizado pelo mesmo tribunal em 1973. Mas isto não está relacionado à religião: a maioria dos juízes católicos foram nomeados por presidentes republicanos, enquanto que os juízes de outras religiões foram todos nomeados por presidentes democratas. Enquanto a maioria dos juízes protestantes são pró-escolha, apenas um juíz católico votou contra restrições ao aborto legal. Uma prova de que o conservadorismo dos juízes católicos da Suprema Corte não está relacionado com sua religiosidade é o fato de que eles tendem a votar a favor do retencionismo da pena de morte, indo contra a orientação de sua igreja.